# Saeco (grupa kolarska)
Saeco – włoska zawodowa grupa kolarska istniejąca w latach 1989–2005, sponsorowana przez firmę o tej samej nazwie.

## Nazwa grupy w poszczególnych latach
| lata      | nazwa                             |
| --------- | --------------------------------- |
| 1989      | Verynet-FNT-AS Juvenes San Marino |
| 1990      | GIS Gelati-Benotto                |
| 1991      | GIS Gelati-Ballan                 |
| 1992–1993 | Mercatone Uno-Zucchini-Medeghini  |
| 1994      | Mercatone Uno-Medeghini           |
| 1995      | Mercatone Uno-Saeco               |
| 1996      | Saeco-Estro-AS Juvenes San Marino |
| 1997      | Saeco-Estro                       |
| 1998–1999 | Saeco-Cannondale                  |
| 2000      | Saeco-Valli & Valli               |
| 2001      | Saeco                             |
| 2002–2003 | Saeco-Longoni Sport               |
| 2003–2004 | Saeco                             |

## Historia
W latach 90. drużyna była znana głównie dzięki wyczynom Mario Cipollini w kolarskim sprincie. Jednym z najbardziej znaczących momentów była jego wygrana 4 etapów Tour de France 1999 z rzędu.
Team Saeco wygrał Giro d’Italia w 1997 z Ivanem Gottim, w 2003 z Gilberto Simonim i w 2004 z Damiano Cunego. W barwach Saeco również Volta a Portugal w 1996 wygrał Massimiliano Lelli.
Firma Saeco nie przedłużyła kontraktu z grupą na sezon 2005 i drużyna została połączona z teamem Lampre, tworząc grupę Lampre-Caffita, sponsorowaną przez Caffitaly.

## Kontrowersje
Na starcie Tour de France Mario Cipollini pojawił się ubrany w togę inspirowaną Juliuszem Cezarem, z gałązką oliwną, ciągniony przez kolegów z drużyny w formacji przypominającej rydwan. Na jednym z etapów Tour de France 2003 drużyna Saeco, która była sponsorowana przez markę rowerów Cannondale, pojawiła się w strojach z napisem Legalize my Cannondale (pol. zalegalizujcie mojego Cannondale), aby zaprotestować przeciwko dyrektywom UCI dotyczącym minimalnej wagi roweru. Ustalenia te powodowały, że ich prototypowe rowery ważyły za mało i musiały mieć dokładane dodatkowe dociążenie.